# 金斯林
金斯林（英語： /ˌkɪŋz ˈlɪn/，或稱Lynn）是英國諾福克郡的一個海港和集鎮，處在倫敦北部97英里（156）、諾威奇西部44英里（71）處。 人口42,800.
金斯林有許多戲院、博物館和休閒文化場所，有三家中學和一家學院。當地產業為金斯林和周邊地區的人們提供著工作。

## 外部連結
- 维基导游上有關King's Lynn的旅行指南
- 中的“金斯林”
- Information from Genuki Norfolk （页面存档备份，存于）
- History of medieval Lynn （页面存档备份，存于）
- Borough Council of King's Lynn and West Norfolk （页面存档备份，存于）
- Kings Lynn Community Hub